# Eutrofie
| Trofiegraden     |
| ---------------- |
| hypertrofie      |
| eutrofie         |
| meso-eutrofie    |
| mesotrofie       |
| meso-oligotrofie |
| oligotrofie      |

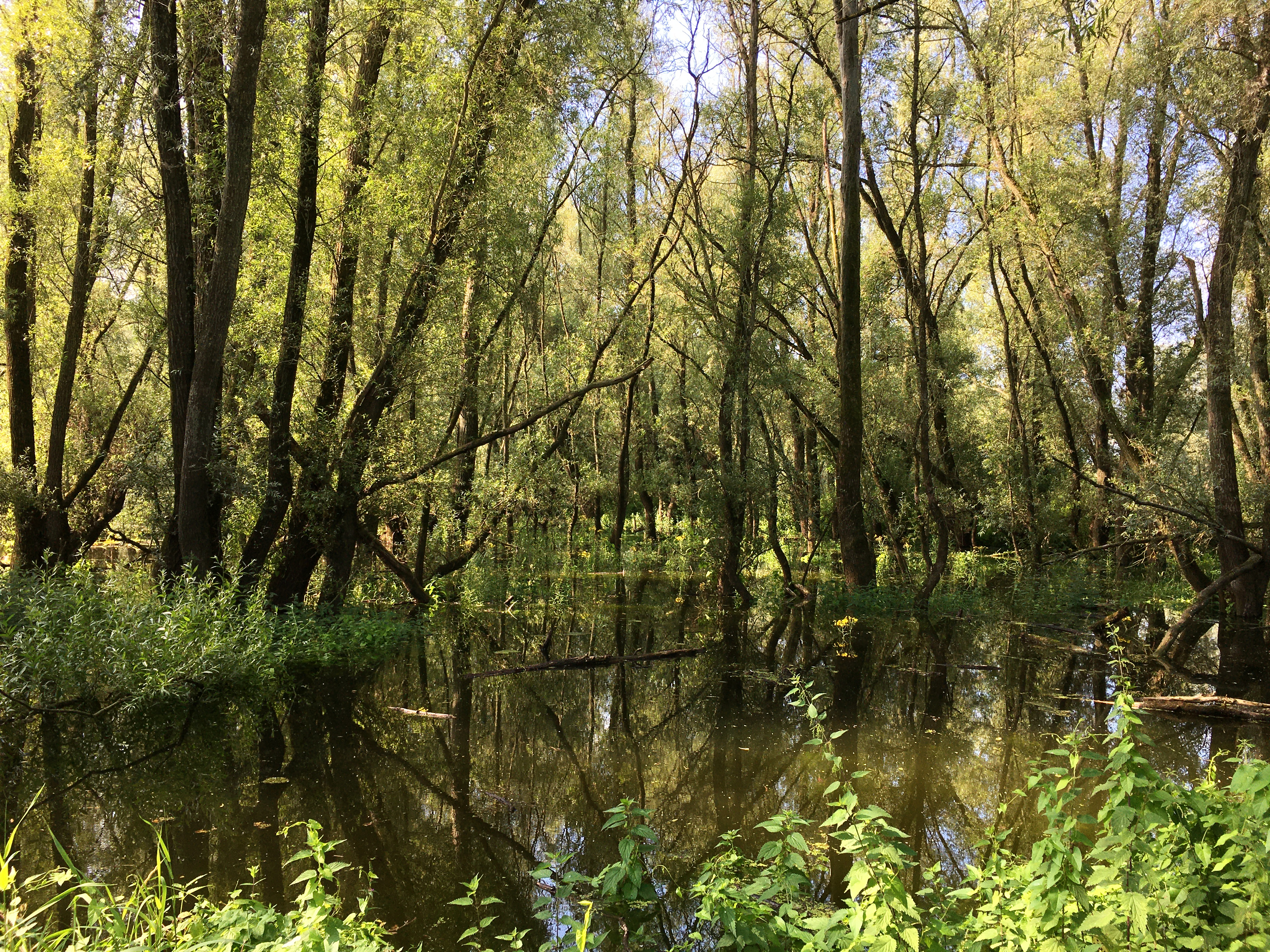
Een lissen-ooibos, een voorbeeld van een eutrafent vegetatietype.

Eutrofie (ook wel voedselrijkdom genoemd) is een begrip uit de ecologie waarmee men een toestand bedoelt waarbij er veel minerale nutriënten beschikbaar zijn in een bepaald milieu of ecosysteem; de trofiegraad is dan hoog. 
Een belangrijk kenmerk van eutrofe ecotopen is dat de vegetatie doorgaans een hoge primaire productie (productie van biomassa) kent. Organismen en levensgemeenschappen die vooral zijn aangewezen op een eutroof habitat noemt men eutrafent. Vaak kennen ecosystemen in eutrofe milieus een lagere biodiversiteit.
Het tegenovergestelde van eutrofie is oligotrofie (dat het Griekse ὀλίγος (olígos) 'weinig' bevat). Wanneer een oligotroof ecosysteem veel extra voedingsstoffen en mineralen aangeleverd krijgt zal het veranderen in een eutroof ecosysteem. Dit proces heet eutrofiëring.

## Etymologie
Het woord 'eutrofie' is afkomstig van het Griekse εὔτροφος (eútrophos), dat is samengesteld uit εὖ (eû) 'goed' en τροφή (trophḗ) 'voeding'.

## Galerij

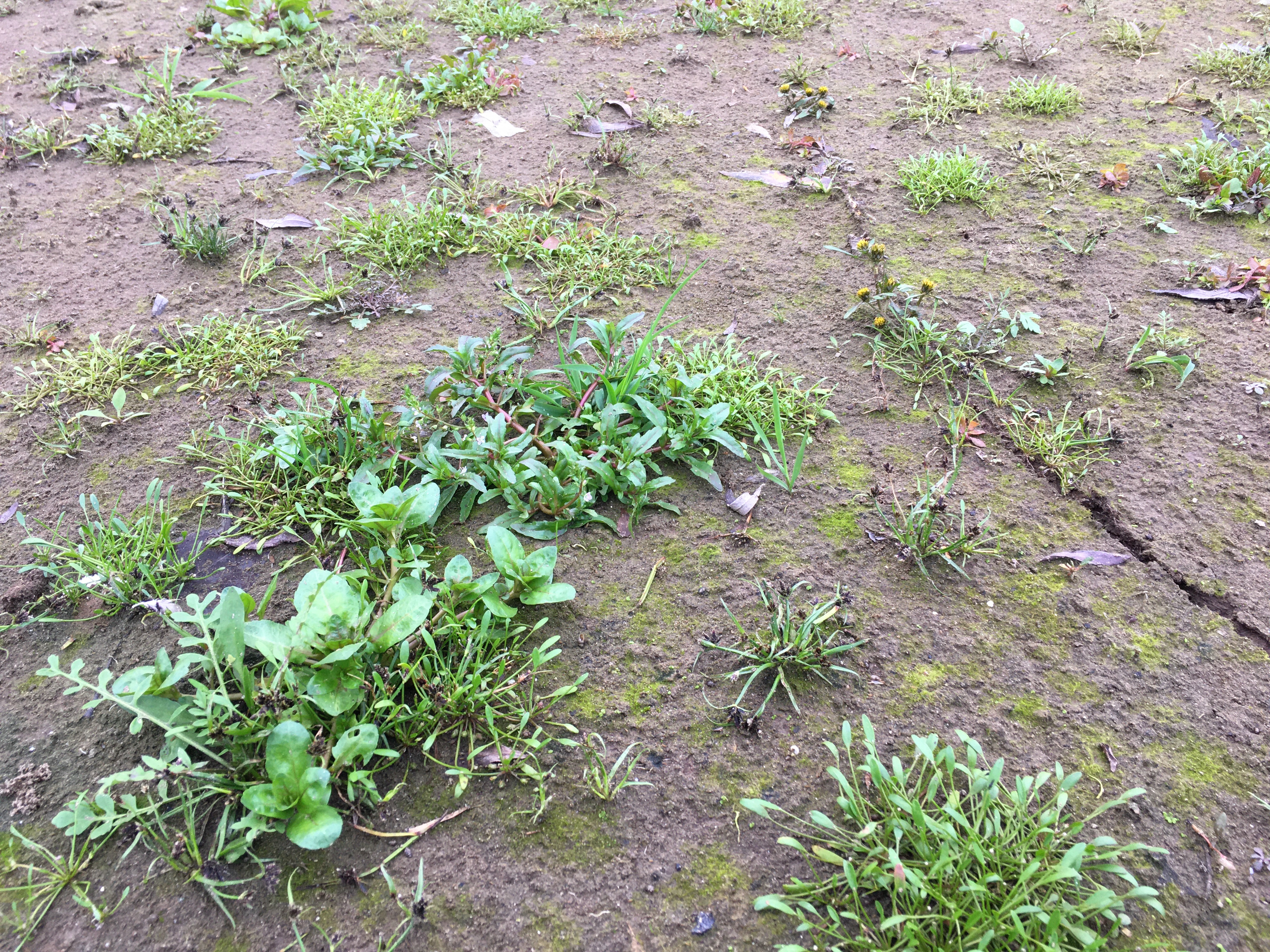
De slijkgroen-associatie, een eutrafente pioniervegetatie
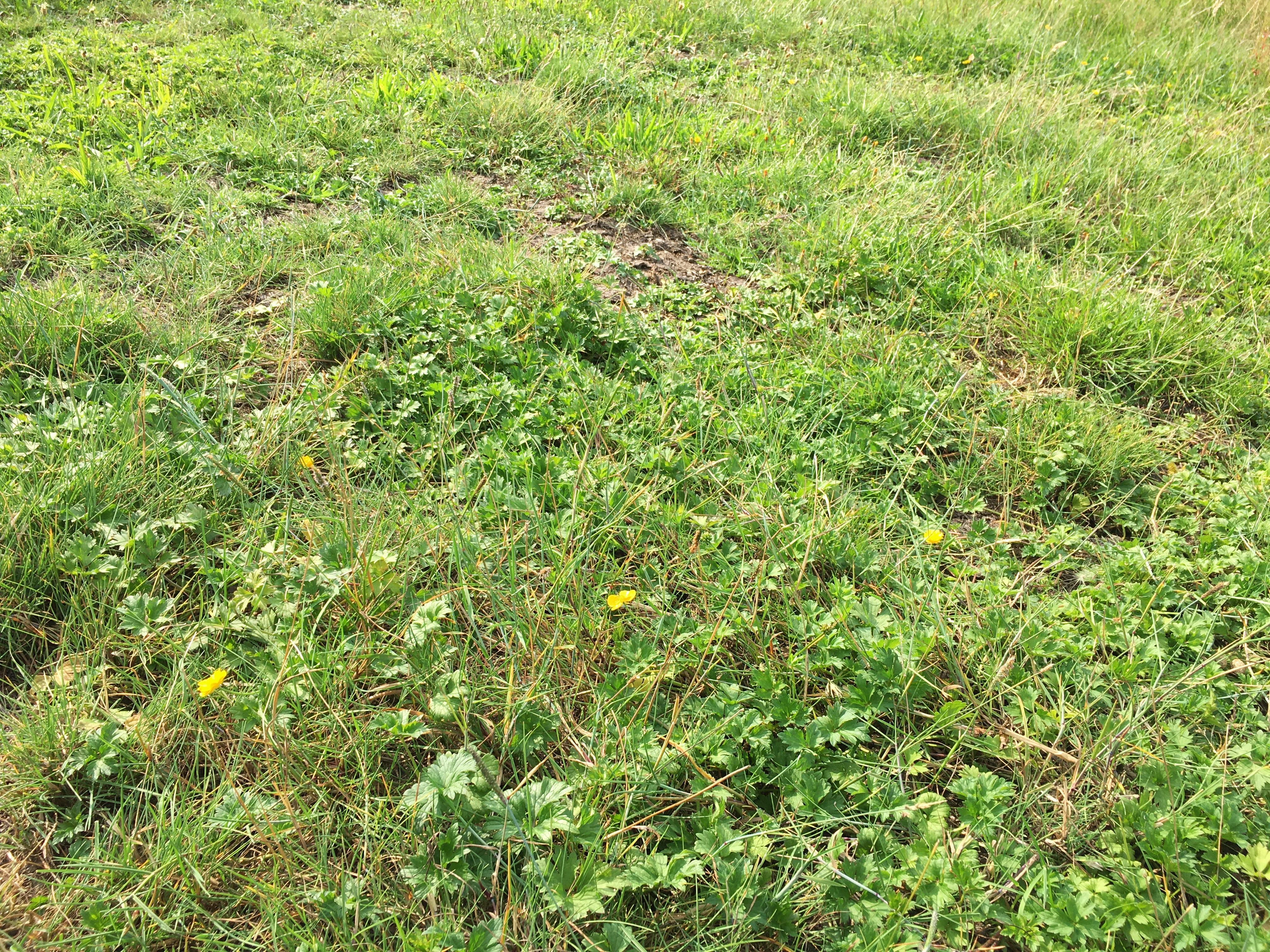
De associatie van geknikte vossenstaart, een eutrafente graslandvegetatie
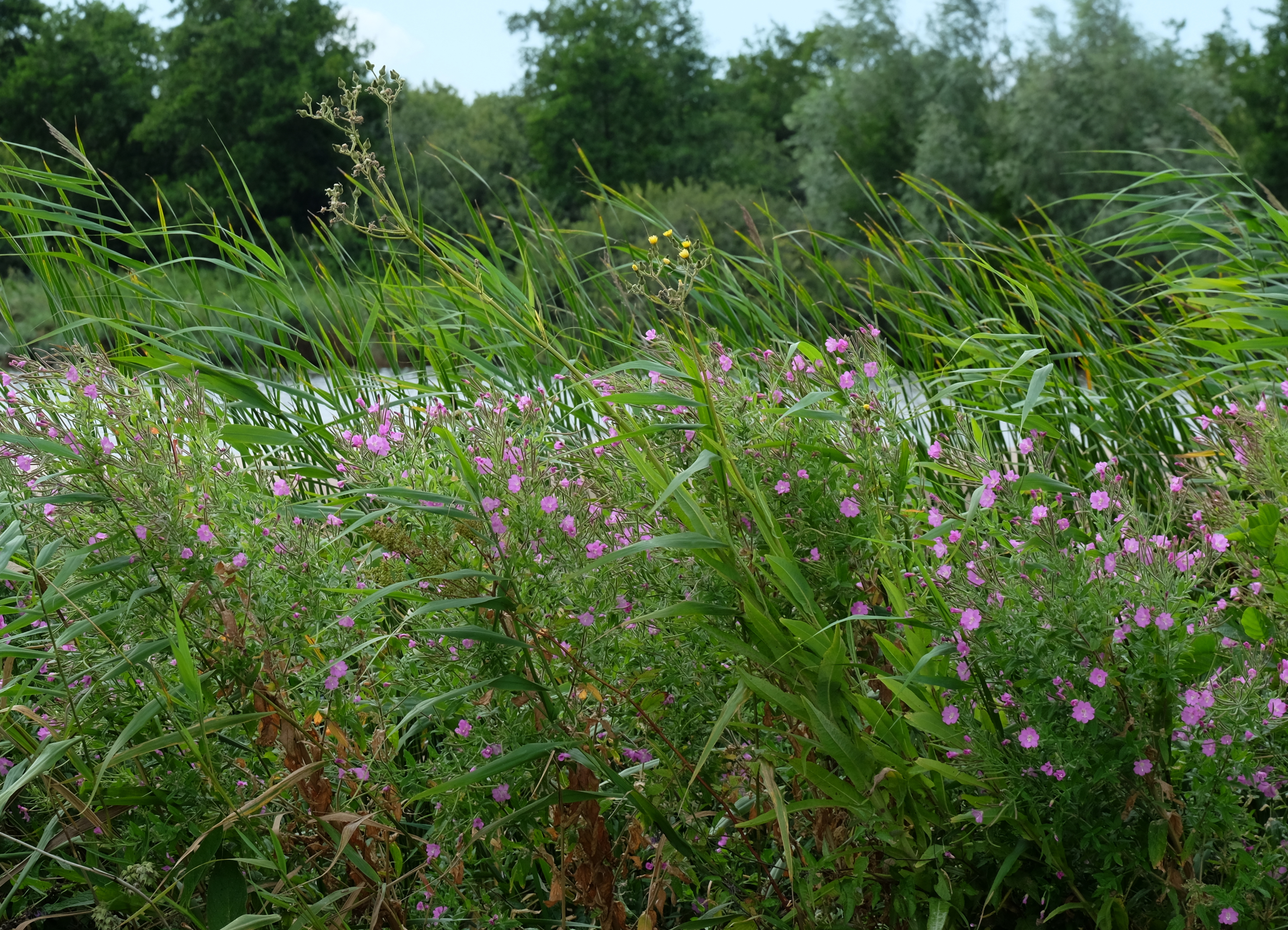
De moerasmelkdistel-associatie, een eutrafente rietruigte
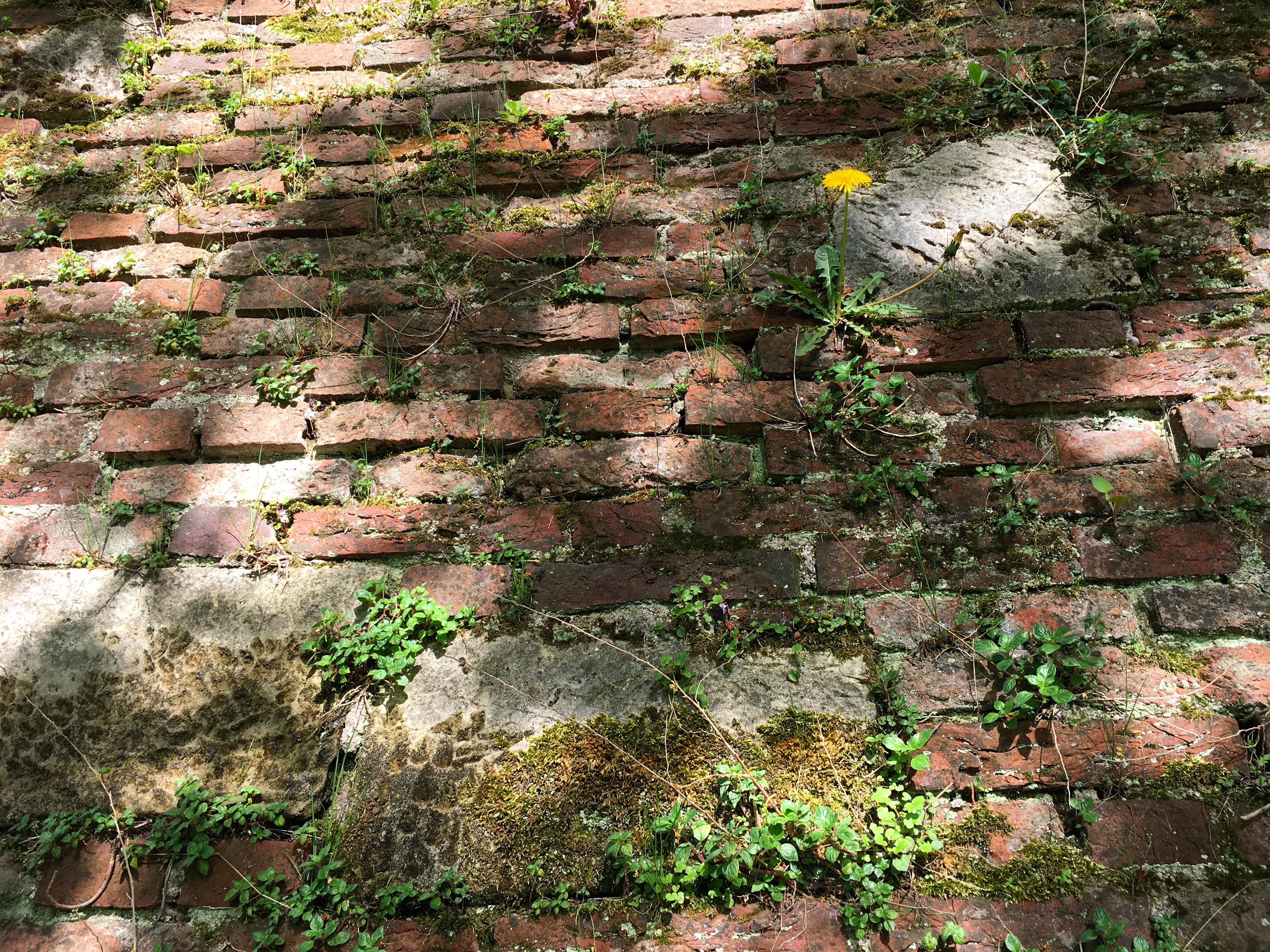
De associatie van klein glaskruid, een eutrafente muurvegetatie